# Henry Jolles
Henry Jolles (* 28. November 1902 in Berlin; † 16. Juli 1965 in São Paulo; eigentlich Heinz Jolles) war ein deutscher Pianist und Komponist.

## Ausbildung und Beruf
Im Alter von fünf Jahren nahm Jolles in seiner Heimatstadt Berlin Klavierunterricht bei Moritz Mayer-Mahr und später bei Rudolf Breithaupt. 1922 setzte er seine Studien zunächst bei Edwin Fischer und anschließend bei Artur Schnabel fort. Darüber hinaus studierte Jolles Komposition bei Paul Juon und nahm zusätzlich Privatunterricht bei dem zwei Jahre älteren Kurt Weill, mit dem er befreundet war. Außerdem besuchte er musikwissenschaftliche Kurse an der Berliner Universität bei den Musikwissenschaftlern Max Friedlaender und Johannes Wolf. 1924 war Jolles Leiter der Klavierklasse am Klindworth-Scharwenka-Konservatorium in Berlin. Im Jahr darauf war er Solist der Berliner Philharmoniker und spielte Sergei Prokofjews drittes Klavierkonzert in einer deutschen Erstaufführung. 1928 übernahm er an der Kölner Musikhochschule die Klavierklasse der Schulmusikabteilung und an der Rheinischen Musikschule die Klavierausbildungsklasse. Nach einem Konzert als Solist des Gürzenich-Orchesters im Jahre 1932 nannte ihn der Kölner Stadtanzeiger „einen der besten der jungen Pianistengeneration“.

## Emigration und Exil in Brasilien
1933 wurde Jolles von den Nationalsozialisten öffentlich als Jude diffamiert und aus allen Ämtern entlassen. Er floh nach Paris, wo es ihm gelang sich im Musikleben der Stadt zu etablieren. Jolles gründete die Konzertgesellschaft „La Sonate“, die ihre Konzerte am Pariser Conservatoire veranstaltete. Frankreich wurde ihm zur zweiten Heimat, insbesondere nachdem er 1939 in Paris eine Französin geheiratet hatte. Doch als Hitler ein Jahr später mit der Okkupation Frankreichs begann, musste das Ehepaar Jolles nach Brasilien fliehen. 1940 erhielt Jolles eine Einreisegenehmigung für Brasilien, ließ sich mit seiner Frau in São Paulo nieder und änderte den für Südamerikaner unaussprechlichen Vornamen Heinz in Henry. Im Oktober 1945 kam ihr Sohn Oliver zur Welt. Wenig später erfuhr Jolles, dass seine Mutter und seine Schwester 1943 in das Konzentrationslager Auschwitz verschleppt und vergast worden waren.

## Tätigkeit in Brasilien
In den 1940er Jahren konzertierte Henry Jolles in mehr als 40 Städten in Brasilien und Uruguay. Dabei erweiterte er sein Repertoire um zeitgenössische brasilianische Klavierwerke, namentlich von Heitor Villa Lobos, Camargo Guarnieri, Paulo Guedes, Barroso Neto, Lorenzo Fernandez und Agostino Cantu. 1952 berief ihn der Komponist und Dirigent Hans-Joachim Koellreutter (ebenfalls ein deutscher Exilant) als Professor für Klavier an der Escola livre de musica in São Paulo. Auf seinen Europatourneen, die er von Brasilien aus nur mit Mühen selbst organisieren konnte, bestritt er den zweiten Teil seines Konzertprogramms immer häufiger allein mit brasilianischen Klavierwerken. Er spielte sie in Deutschland in allen großen Rundfunkanstalten ein und trat auch wieder als Solist der Berliner Philharmoniker auf. 1962–64 feierte Jolles seine letzten großen, sehr erfolgreichen Konzertreisen durch die USA.

## Werk
Jolles’ Kompositionen sind – soweit bekannt – im brasilianischen Exil entstanden. Tief erschüttert vom Freitod des ebenfalls vor den Nationalsozialisten geflohenen Ehepaars Zweig vertonte er 1942 mit Ultimo poema für Gesang und Klavier das „letzte Gedicht“ von Stefan Zweig. Weitere Kompositionen sind das Ballett Carmen (1943), eine Sonate für Violine und Klavier (1951), Schumanniana für Klavier (1956) und Pequeno notturno sobre um tema de F. Chopin, fis-moll für Klavier. Darüber hinaus schrieb er die Kadenzen zu Mozarts Klavierkonzerten selbst und ergänzte Fragmente von Franz Schubert.